# Joey Belterman
Joey Belterman (* 18. August 1993 in Ruurlo) ist ein niederländischer Fußballspieler. Der Mittelfeldspieler steht beim FC Den Bosch unter Vertrag.

## Karriere
Belterman kam von RKZVC aus Zieuwent auf die Fußballakademie des FC Twente in Enschede. Von dort wechselte er in der Winterpause 2011/12 als 18-Jähriger zu Heracles Almelo. Sein Debüt in der Eredivisie gab er am 18. Februar 2012 beim 2:1-Heimsieg gegen den Roda JC Kerkrade, als er von Trainer Peter Bosz in der 90. Minute für Thomas Bruns eingewechselt wurde. In derselben Saison folgten zwei weitere Einsätze, zuletzt erstmals in der Startelf zum Saisonfinale am 6. Mai 2012 gegen N.E.C. aus Nijmegen. In der Saison 2012/13 gehörte er zum Stamm der Nachwuchself Jong SC Heracles Almelo, kam jedoch in der Rückrunde sechsmal – meist als Ersatzmann für Bruns – zum Einsatz.

### Stationen
- Heracles Almelo (seit 2012; Eredivisie 9 Einsätze/0 Tore; KNVB-Pokal 1/0)

(Stand: Saisonende 2012/13)

## Nachweise und Anmerkungen
1. ↑  Spieldaten (Memento vom 17. Februar 2012 im Internet Archive) bei Voetbal International
2. ↑   Saisonstatistik (Memento vom 6. August 2013 im Internet Archive) auf der Website von Heracles Almelo, abgerufen am 3. Mai 2024.

| Personendaten    | Personendaten                   |
| ---------------- | ------------------------------- |
| NAME             | Belterman, Joey                 |
| KURZBESCHREIBUNG | niederländischer Fußballspieler |
| GEBURTSDATUM     | 18. August 1993                 |
| GEBURTSORT       | Ruurlo, Niederlande             |